# The Front Room
The Front Room ist ein Horrorfilm von Max und Sam Eggers. Der Film basiert auf einer gleichnamigen Kurzgeschichte von Susan Hill und erzählt von einem jungen Paar, dessen Leben sich in einen Albtraum verwandelt, als sie eine ältere Verwandte bei sich aufnehmen. The Front Room soll am 6. September 2024 in die US-Kinos kommen.

## Handlung
Ein junges Paar ist glücklich verheiratet. Sie erwarten gerade ihr gemeinsames Kind. Ihr Leben verwandelt sich allerdings in einen Albtraum, als sie aus einer familiärer Verpflichtung heraus eine ältere Frau bei sich aufnehmen.

## Literarische Vorlage
Der Film basiert auf der gleichnamigen Kurzgeschichte von Susan Hill, die 2016 als eine von fünf Geschichten in der Sammlung The Travelling Bag and Other Ghostly Stories veröffentlicht wurde. In der Geschichte der britischen Schriftstellerin und Sachbuchautorin ist es eine ältere Verwandte, die die jungen Familie in ihrem Haus willkommen heißt. Die blinde Gastfreundschaft, die solange gewährt wird, bis die Mutter Angst um ihre Kinder bekommt, bezieht sich auf die Jesaja-Predigt in der es heißt „Fürwahr, brich dem Hungrigen dein Brot und bring Arme, Obdachlose ins Haus“.

## Produktion

### Filmstab und Besetzung

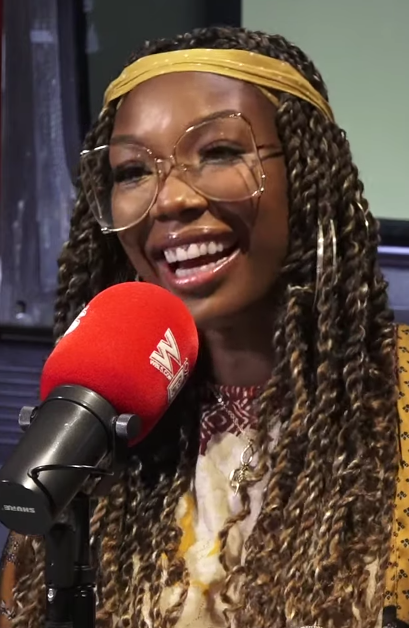
Brandy Norwood spielt in der Hauptrolle Belinda

Regie führten Max und Sam Eggers, auch bekannt als "The Eggers Brothers". Max Eggers war zuvor am Drehbuch zum Film Der Leuchtturm ihres älteren Bruders Robert Eggers beteiligt. Für ihr Spielfilmdebüt The Front Room schrieben die Brüder gemeinsam auch das auf Hills Kurzgeschichte basierende Drehbuch.
Brandy Norwood spielt in der Hauptrolle Belinda. Die Singer-Songwriterin, die auch als Schauspielerin und Model tätig und eine Musikikone der 1990er Jahre ist, spielte zuvor in Filmen wie Cinderella von Robert Iscove, Ich weiß noch immer, was du letzten Sommer getan hast und der Fernsehserie Moesha. Weiter auf der Besetzungsliste finden sich die britische Olivier-Award-Gewinnerin Kathryn Hunter, im Film bekannt für ihre Rolle in Harry Potter und der Orden des Phönix und die Rolle der drei Hexen in Macbeth, der Spotlight-Darsteller Neal Huff und der Tony-Gewinner Andrew Burnap, der für die männliche Hauptrolle in Disneys Live-Action-Adaption Schneewittchen besetzt wurde.

### Filmmusik und Veröffentlichung
Die Filmmusik komponiert der Brasilianer Marcelo Zarvos, der zuletzt für Filme wie Flamin’ Hot von Eva Longoria, Big George Foreman von George Tillman, Jr. und May December von Todd Haynes tätig war.
The Front Room wird von A24 finanziert, produziert und auch weltweit vertrieben. Der Film soll am 6. September 2024 in die US-Kinos kommen.

## Altersfreigabe
In den USA erhielt der Film von der MPAA ein R-Rating, was einer Freigabe ab 17 Jahren entspricht.